# Élections législatives de 2018 au Kurdistan irakien
Des élections législatives ont lieu au Kurdistan irakien le 30 septembre 2018 pour élire le Parlement.
Initialement prévues pour le 1er novembre 2017, elles ont été reportées de huit mois.

## Contexte
À la fin de la guerre du Golfe en 1991, une guerre civile, principalement entre les gouvernorats d'Erbil et de Dohouk, fief du Parti démocratique du Kurdistan (PDK) et celui de Suleimanieh, fief de l'Union patriotique du Kurdistan (UPK) a conduit à la création de deux  gouvernements régionaux kurdes. Un accord de partage du pouvoir entre le PDK et l'UPK, et les élections parlementaires de 2005 a permis la création du gouvernement régional du Kurdistan. L'Alliance démocratique patriotique du Kurdistan comprenant notamment le PDK et l'UPK a pris le pouvoir et a formé un gouvernement dirigé par Netchirvan Barzani (PDK ; 2006-2009) et Barham Salih (PUK ; 2009-2012).
L'ancien vice-secrétaire général de l'UPK, Nawshirwan Mustafa a quitté celui-ci, en 2009, pour former le Mouvement Goran (Gorran) qui a surtout à l'UPK aux élections législatives de 2009. L'alliance PDK–PUK, aujourd'hui renommé Alliance du Kurdistan, a formé un nouveau gouvernement, dirigé par Nechervan Barzani.
En 2013, L'élection présidentielle devaient avoir lieu en même temps que les élections législatives mais le parlement a étendu le mandat de Massoud Barzani de deux ans. Aux élections législatives, le Parti démocratique du Kurdistan (PDK) et l'Union patriotique du Kurdistan (PUK) déposent des listes séparées pour la première fois depuis 1992. Le PDK qui bénéficiait traditionnellement d'un appui solide dans les provinces de Dohouk et d'Erbil, a réussi à étendre son implantation électorale, tout en restant en deçà de la majorité absolue. l'UPK a souffert de conflits internes en l'absence de son dirigeant, Jalal Talabani, victime d'un accident vasculaire cérébral, et de la forte concurrence du Mouvement Goran, devenu le parti le plus important de Suleimanieh, important bastion de l'UPK.
Les élections provinciales ont été retardées jusqu'en novembre, puis en 2014. Elles ont eu lieu en même temps que les élections législatives irakiennes.
En 2015, s'est posée à nouveau la question d'une extension du mandat de Massoud Barzani. Les partisans de cette extension s'appuyant sur la lutte kurde contre l'Organisation État Islamique et le besoin de stabilité dans le gouvernement régional kurde. D'autres ont exprimé la crainte que cette extension continue de Barzani puisse, à terme, conduire à une présidence à vie. En juillet 2016, Barzani a annoncé qu'il ne briguerait pas un autre mandat. Le Parlement du Kurdistan a annoncé, le 24 octobre 2017, que les élections pour la présidence et le parlement étaient retardées de huit mois. La décision a été prise après que la commission électorale a déclaré que les partis politiques ont échoué à enregistrer leurs candidatures du fait de la crise régionale.
Les prérogatives du président de la région kurde sont gelées,.

## Candidature

### Partis participant aux législatives
21 partis sont enregistrés pour ce scrutin :
1. La coalition pour la démocratie et la justice (Barham Salih)
2. Parti démocratique du Kurdistan
3. Parti turkmène pour le développement
4. Les Turkmènes-Mouvement démocratique au Kurdistan
5. Mouvement Goran
6. Union Islamique du Kurdistan (KIU)
7. Parti démocratique Bet-Nahrain
8. Entité politique arménienne individuelle (Aram Birzo Hamo)
9. Entité politique arménienne individuelle (Obar Sipan Gharib)
10. Parti réformateur turkmène
11. Groupe islamique du Kurdistan (Komal)
12. Union patriotique du Kurdistan
13. Parti démocratique yézidi
14. Parti des travailleurs du Kurdistan
15. Parti socialiste démocratique du Kurdistan
16. Conseil populaire chaldéen syriaque assyrien
17. Parti communiste du Kurdistan
18. Liste de la nouvelle génération
19. Parti conservateur du Kurdistan
20. Parti patriotique assyrien
21. Parti des ouvriers et des travailleurs du Kurdistan

## Résultats
Le Parti démocratique du Kurdistan de Massoud Barzani remporte les élections avec 45 sièges sur les 111, devant l'Union patriotique du Kurdistan de Kosrat Rasul Ali (en) (21 sièges), le parti Goran (12 sièges) et le parti Nouvelle Génération (8 sièges). 11 sièges sont réservés aux minorités ethniques et religieuses : cinq pour les Turkmènes, cinq pour les Chrétiens et un pour les Arméniens. La participation était de 57 %.
| Parti politique | Voix      | %     | Sièges |
| --- | --------- | ----- | ------ |
| Parti démocratique du Kurdistan | 688 070   | 44.1% | 45     |
| Union patriotique du Kurdistan | 319 219   | 20.5% | 21     |
| Mouvement Goran | 186 903   | 12%   | 12     |
| Mouvement Nouvelle Génération | 127 115   | 8.2%  | 8      |
| Groupe islamique du Kurdistan | 109 494   | 7%    | 7      |
| Union islamique du Kurdistan | 79 912    | 5.1%  | 5      |
| Alliance Sardam (coalition composée du Parti démocratique socialiste du Kurdistan , de l'Union nationale démocratique du Kurdistan et du Parti des travailleurs du Kurdistan ) | 15 581    | 1%    | 1      |
| Liste de la liberté (Parti communiste du Kurdistan – Irak) | 8 063     | 0.5%  | 1      |
| Total | 1 559 021 |       | 100    |
| Sièges réservés à la minorité turkmène |           |       |        |
| Liste de développement turkmène (Liste de réforme turkmène) | 3 318     | 28.9% | 2      |
| Parti réformateur turkmène | 3 125     | 27.2% | 1      |
| Front turkmène / turkmène irakien | 1 545     | 13.5% | 1      |
| Liste des nations | 885       | 7.7%  | 1      |
| Nous turkmènes (Yelderem) | 846       | 7.4%  | 0      |
| Erbil Turkmen Coalition | 760       | 6.6%  | 0      |
| Liste turkmène d'Erbil | 695       | 6.1%  | 0      |
| Mouvement démocratique turkmène | 298       | 2.6%  | 0      |
| Total | 11 472    |       | 5      |
| Sièges réservés à la minorité assyrienne |           |       |        |
| Coalition de l'union nationale | 8 088     | 57.7% | 3      |
| Conseil populaire chaldéen syriaque assyrien | 2 963     | 21.1% | 1      |
| Mouvement démocratique assyrien / Liste Rafidain | 2 626     | 18.7% | 1      |
| Liste chrétienne démocratique | 238       | 1.7%  | 0      |
| Fils de Mésopotamie (Liste Abna al Nahrain) | 108       | 0.8%  | 0      |
| Total | 14 023    |       | 5      |
| Siège réservé à la minorité arménienne |           |       |        |
| Fahik Kamal Sarananian | 590       | 20%   | 1      |
| Berunt Nissan Markos | 590       | 20%   | 0      |
| Aram Bozo Hamo | 611       | 20.7% | 0      |
| Adkar Hakob | 439       | 14.9% | 0      |
| Morad Mardros Wartan | 425       | 14.4% | 0      |
| Nobar Sypar Qarib | 290       | 9.8%  | 0      |
| Total | 2 945     |       | 1      |
| |           |       |        |
| Total | 1 587 461 | 100%  | 111    |
| Inscrits/Participation | 3 085 461 | 51.4% |        |